# Ивановское (Бокситогорский район)
Ивановское — деревня в Лидском сельском поселении Бокситогорского района Ленинградской области.

## История
Деревня Ивановская упоминается на карте Новгородского наместничества 1792 года А. М. Вильбрехта.
Согласно X-ой ревизии 1857 года:

ИВАНОВСКАЯ — деревня, принадлежит Авилову: хозяйств — 4, жителей: 17 м. п., 21 ж. п., всего 38 чел.

По земской переписи 1895 года:

  
ИВАНОВСКАЯ — деревня, крестьяне бывшие Авилова: хозяйств  — 9, жителей: 34 м. п., 35 ж. п., всего 69 чел.

В конце XIX — начале XX века деревня административно относилась к Верховско-Вольской волости 1-го земского участка 3-го стана Устюженского уезда Новгородской губернии.

ИВАНОВСКАЯ — деревня Коробищенского сельского общества, число дворов — 11, число домов — 21, число жителей: 50 м. п., 43 ж. п.; Занятие жителей: земледелие, лесные заработки. Соминско-Белозерский тракт. Колодцы. Часовня. (1910 год)

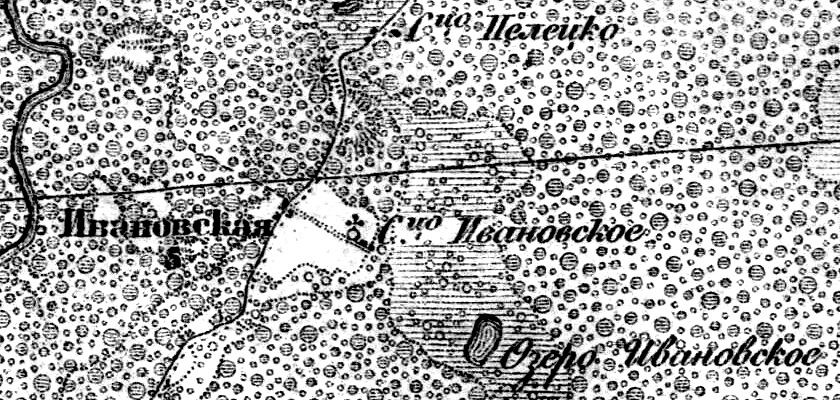
Деревня Ивановское на карте 1917 года

Согласно карте Новгородской губернии 1917 года, деревня называлась Ивановская и насчитывала 5 крестьянских дворов, близ деревни находилось сельцо Ивановское и часовня.
С 1917 по 1927 год деревня входила в состав Советской волости Устюженского уезда Череповецкой губернии. 
В 1926 году население деревни составляло 140 человек.
С 1927 года, в составе Коробищенского сельсовета Ефимовского района.
По данным 1933 года деревня Ивановское входила в состав Коробищенского сельсовета Ефимовского района.
С 1965 года, в составе Бокситогорского района.
По данным 1966 и 1973 годов деревня Ивановское также входила в состав Коробищенского сельсовета.
По данным 1990 года деревня Ивановское входила в состав Ольешского сельсовета.
В 1997 году в деревне Ивановское Ольешской волости проживали 18 человек, в 2002 году — 13 человек (все русские).
В 2007 году в деревне Ивановское Заборьевского сельского поселения проживали 11 человек, в 2010 году — 12 человек. 
Со 2 июня 2014 года — в составе вновь созданного Лидского сельского поселения Бокситогорского района.
В 2015 году в деревне Ивановское Лидского СП проживали 9 человек.

## География
Деревня расположена в восточной части района на автодороге 41К-033 (Сомино — Ольеши).
Расстояние до посёлка Заборье — 23 км.
Расстояние до ближайшей железнодорожной станции Заборье — 30 км.

## Демография
| 1997 | 2002 | 2007 | 2010 | 2017 |
| ---- | ---- | ---- | ---- | ---- |
| 18   | ↘13  | ↘11  | ↗12  | ↘9   |

## Инфраструктура
На 1 января 2016 года в деревне было зарегистрировано 4 домохозяйства.